# Pirates of Tortuga

Pirates of Tortuga is een Amerikaanse piratenfilm uit 1961 van Robert D. Webb. Het scenario is van Jesse Lesky en Melvin Levy en de film werd uitgebracht door 20th Century Fox op 16 oktober 1961, met in de hoofdrollen Ken Scott, Rafer Johnsson en Leticia Roman.

## Verhaal
De trotse Engelsman John Gammel belandt op het Caribische eiland Tortuga, een vrijhaven voor piraten. Daar komt hij in aanraking met Pee Wee, een notoire piraat die een gunst van hem wil. Andere kleurrijke figuren komen voorbij en de speurtocht naar een schatkist komt in het verhaal voor.

## Rolverdeling
| Acteur          | Personage            |
| --------------- | -------------------- |
| Ken Scott       | Kapitein Bart        |
| Letícia Román   | Meg                  |
| Dave King       | Pee Wee              |
| Rafer Johnson   | John Gammel          |
| John Richardson | Percy                |
| Robert Stephens | Henry Morgan         |
| Rachel Stephens | Phoebe               |
| Stanley Adams   | Kapitein Montbars    |
| Edgar Barrier   | Sir Thomas Mollyford |
| James Forrest   | Reggie               |